# Міддл-Амана (Айова)
Міддл-Амана (англ. Middle Amana) — переписна місцевість (CDP) в США, в окрузі Айова штату Айова. Населення — 543 особи (2020).

## Географія
Міддл-Амана розташований за координатами 41°47′40″ пн. ш. 91°54′4″ зх. д. / 41.79444° пн. ш. 91.90111° зх. д. (41.794372, -91.901211).  За даними Бюро перепису населення США в 2010 році переписна місцевість мала площу 2,74 км², уся площа — суходіл.

## Демографія
Згідно з переписом 2010 року, у переписній місцевості мешкала 581 особа в 232 домогосподарствах у складі 138 родин. Густота населення становила 212 особи/км².  Було 251 помешкання (92/км²).
Расовий склад населення:
| - 98,5 % — білих - 0,7 % — азіатів - 0,5 % — чорних або афроамериканців |

До двох чи більше рас належало 0,2 %. Частка іспаномовних становила 0,7 % від усіх жителів.
За віковим діапазоном населення розподілялося таким чином: 22,4 % — особи молодші 18 років, 44,9 % — особи у віці 18—64 років, 32,7 % — особи у віці 65 років та старші. Медіана віку мешканця становила 49,8 року. На 100 осіб жіночої статі у переписній місцевості припадало 79,9 чоловіків;  на 100 жінок у віці від 18 років та старших — 78,3 чоловіків також старших 18 років.
Середній дохід на одне домашнє господарство  становив 81 515 доларів США (медіана — 69 141), а середній дохід на одну сім'ю — 115 009 доларів (медіана — 121 635). 
Цивільне працевлаштоване населення становило 224 особи. Основні галузі зайнятості: виробництво — 44,2 %, освіта, охорона здоров'я та соціальна допомога — 22,8 %, будівництво — 8,0 %, інформація — 5,8 %.